# Galijula
Galijula is een onbewoond eilandje in de Adriatische Zee, dat behoort tot Kroatië en hiervan het zuidelijkste punt is.
Galijula vormt samen met Palagruža, Mala Palagruža en ongeveer twintig andere nabijgelegen rotsen en riffen, de Palagruža-archipel. Bij Galijula komen de hoogste golven voor ooit gemeten op de Adriatische Zee.